# Geomyersia coggeri
Geomyersia coggeri — вид сцинкоподібних ящірок родини сцинкових (Scincidae). Ендемік Папуа Нової Гвінеї. Вид названий на честь австралійського герпетолога Гарольда Коггера.

## Поширення і екологія
Geomyersia coggeri є ендеміками острова Манус в групі островів Адміралтейства. Вони живуть у вологих рівнинних тропічних лісах і на плантаціях.